# Campionati europei juniores di scherma 2010
I Campionati europei juniores di scherma del 2010 (2010 European Juniors Fencing Championships) sono stati organizzati dalla Confederazione europea di scherma e si sono svolti a Lobnja, in Russia, dal 24 al 30 ottobre 2010.
Nel fioretto, si sono aggiudicati il titolo di campione europeo il tedesco Moritz Kroeplin, che ha battuto in finale il polacco Maciej Włosek, e l'italiana Alice Volpi che ha avuto la meglio sulla connazionale Stefania Straniero.
Nella spada l'italiano Andrea Santarelli ha battuto in finale il connazionale Marco Fichera, mentre tra le donne l'italiana Rossella Fiamingo ha superato la russa Tatiana Gudkova.
Nella sciabola l'italiano Enrico Berrè ha prevalso sull'ucraino Jurij Cap, mentre la russa Jana Egorjan ha battuto l'italiana Caterina Navarria.
Nei campionati europei juniores a squadre maschili, la nazionale italiana ha prevalso nella finale del fioretto contro la Germania, mentre la nazionale italiana ha vinto nella spada contro la formazione israeliana, ed infine la nazionale tedesca ha avuto la meglio sulla compagine ucraina nella sciabola.
Nei campionati europei juniores a squadre femminili, la nazionale italiana ha prevalso nella finale del fioretto contro l'Ucraina
, l'Italia ha vinto nella spada contro la compagine russa, ed infine la formazione russa ha avuto la meglio sulla nazionale magiara nella sciabola.

## Podi

### Uomini
| Specialità  | Oro                                                                        | Argento                                                                | Bronzo                                                                    |
| Individuali |                                                                            |                                                                        |                                                                           |
| Fioretto    | Moritz Kroeplin                                                            | Maciej Włosek                                                          | Timur Arslanov Husayn Rosowsky                                            |
| Spada       | Andrea Santarelli                                                          | Marco Fichera                                                          | Gabriele Bino Frederik Von Der Osten                                      |
| Sciabola    | Enrico Berrè                                                               | Jurij Cap                                                              | Aleksandr Karpukin Stefano Scepi                                          |
| A squadre   |                                                                            |                                                                        |                                                                           |
| Fioretto    | Italia Michele Di Francisca Edoardo Luperi Daniele Garozzo Francesco Trani | Germania Frederic Fark Andre Sanita Moritz Kroeplin Eric Betz          | Regno Unito Jamie Fitzgerald Alex Tofalides Husayn Rosowsky James Davis   |
| Spada       | Italia Gabriele Bino Lorenzo Bruttini Marco Fichera Andrea Santarelli      | Israele Yuval Shalom Frielich Ido Harper Roman Yarinovsky Jonatan Hait | Ucraina Vsevolod D"jačenko Jevhen Makijenko Oleksij Symonenko Jevhen Tymo |
| Sciabola    | Germania Richard Hübers Maximilian Kindler Florian Lehnert Matyas Szabo    | Ucraina Ivan Bomko Stanislav Konopac'kyj Jevhenij Stacenko Jurij Cap   | Russia Maksim Balok Aleksandr Karpukin Vladimir Kostenko Trofim Velikij   |

### Donne
| Specialità  | Oro                                                                        | Argento                                                                              | Bronzo                                                                      |
| Individuali |                                                                            |                                                                                      |                                                                             |
| Fioretto    | Alice Volpi                                                                | Stefania Straniero                                                                   | Beatrice Monaco Anastasija Moskovs'ka                                       |
| Spada       | Rossella Fiamingo                                                          | Tat'jana Gudkova                                                                     | Maja Gučmazova -                                                            |
| Sciabola    | Jana Egorjan                                                               | Caterina Navarria                                                                    | Olena Kravac'ka Anna Márton                                                 |
| A squadre   |                                                                            |                                                                                      |                                                                             |
| Fioretto    | Italia Alice Volpi Beatrice Monaco Olga Rachele Calissi Stefania Straniero | Ucraina Kateryna Čencova Kateryna Deordieva Anastasija Moskovs'ka Aleksandra Senjuta | Polonia Natalia Gołębiowska Marta Hausman Martyna Jelińska Iwona Olbromska  |
| Spada       | Italia Rossella Fiamingo Camilla Batini Brenda Briasco Alberta Santuccio   | Russia Maja Gučmazova Tat'jana Gudkova Julija Ličagina Aleksandra Magdič             | Estonia Julia Beljajeva Erika Kirpu Katrina Lehis Veronika Zuikova          |
| Sciabola    | Russia Aleksandra Šatalova Jana Egorjan Dina Galiakbarova Alina Ozolina    | Ungheria Kata Várhelyi Luca László Anna Márton Judit Gárdos                          | Italia Martina D'Andrea Martina Petraglia Caterina Navarria Martina Criscio |